# Прилль, Иван Александрович
Иван Александрович Прилль — российский актёр театра и кино.

## Биография
Иван Прилль родился 22 ноября 1984 года.
В 2003 году поступил на театральный факультет Саратовской государственной консерватории им. Собинова (курс Риммы Беляковой).
В 2005 году дебютировал в кино снявшись в фильме Александра Рогожкина «Перегон» в роли лейтенанта Туровского.
15 июня 2007 года на церемонии награждения лауреатов «Акции по поддержке Российских театральных инициатив» состоявшейся в «Театре Наций» (г. Москва) был награждён .
С 2008 года актёр театра им. Рубена Симонова.
Снялся в рекламе детского питания «Фрутоняня».

## Творчество

### Роли в театре

Сцена из спектакля «Сны Бальзаминова»

- Саратовский академический театр юного зрителя имени Ю.П. Киселёва
  - «Путь к себе» Е. Гришковец, М. Арбатова, Т. Уильямс, К. Драгунская — Сергей
- Саратовский государственный академический театр драмы имени И.А. Слонова
  - «Яма» Куприна — Собашников
  - «Сны Бальзаминова» А. Н. Островского — Бальзаминов

### Фильмография
- 2006 — Перегон — лейтененат Туровский
- 2008 — Солдаты — эпизод
- 2012 — Без следа (16-я серия) — капитан Быков
- 2013 — Пепел — рядовой Василий
- 2016 — Провокатор — «Дерево», актёр кукольного театра
- 2016 — Коготь из Мавритании-2 — Эвелин
- 2019 — Старая гвардия — молодой эксперт криминалист
- 2025 — ВИА «Васильки» — Федос, бандит